# Cinéma du Parc
Le cinéma du Parc est une salle de cinéma à Montréal, Québec (Canada), situé à l'intérieur du complexe La Cité dans le quartier Milton Parc. Comme son nom l'indique, elle est adjacente à l'avenue du Parc, à une courte distance du parc du Mont-Royal.

## Histoire
Le cinéma a changé de mains au moins quatre fois.
En décembre 2000, Don Lobel vend le cinéma à l'homme d'affaires et mécène Daniel Langlois. Il rembourse les dettes et l'année suivante investit plus d'un demi-million dans la rénovation des trois salles. Le cinéma atteint la rentabilité la première année, la maintient les deux suivantes, mais est dans le rouge depuis 2005. Lobel, qui a reste avec le cinéma comme programmateur, est licencié en février 2006. Langlois ferme le cinéma en juillet.   
En octobre 2006, on annonce l'ouverture du cinéma avec Roland Smith comme nouveau propriétaire. Pionnier du cinéma de répertoire, Smith a notamment dirigé l'Outremont, l'ancien cinéma Verdi et le cinéma Cartier à Québec. Sous Smith, le cinéma projette un plus grand nombre de films francophones et internationaux.     

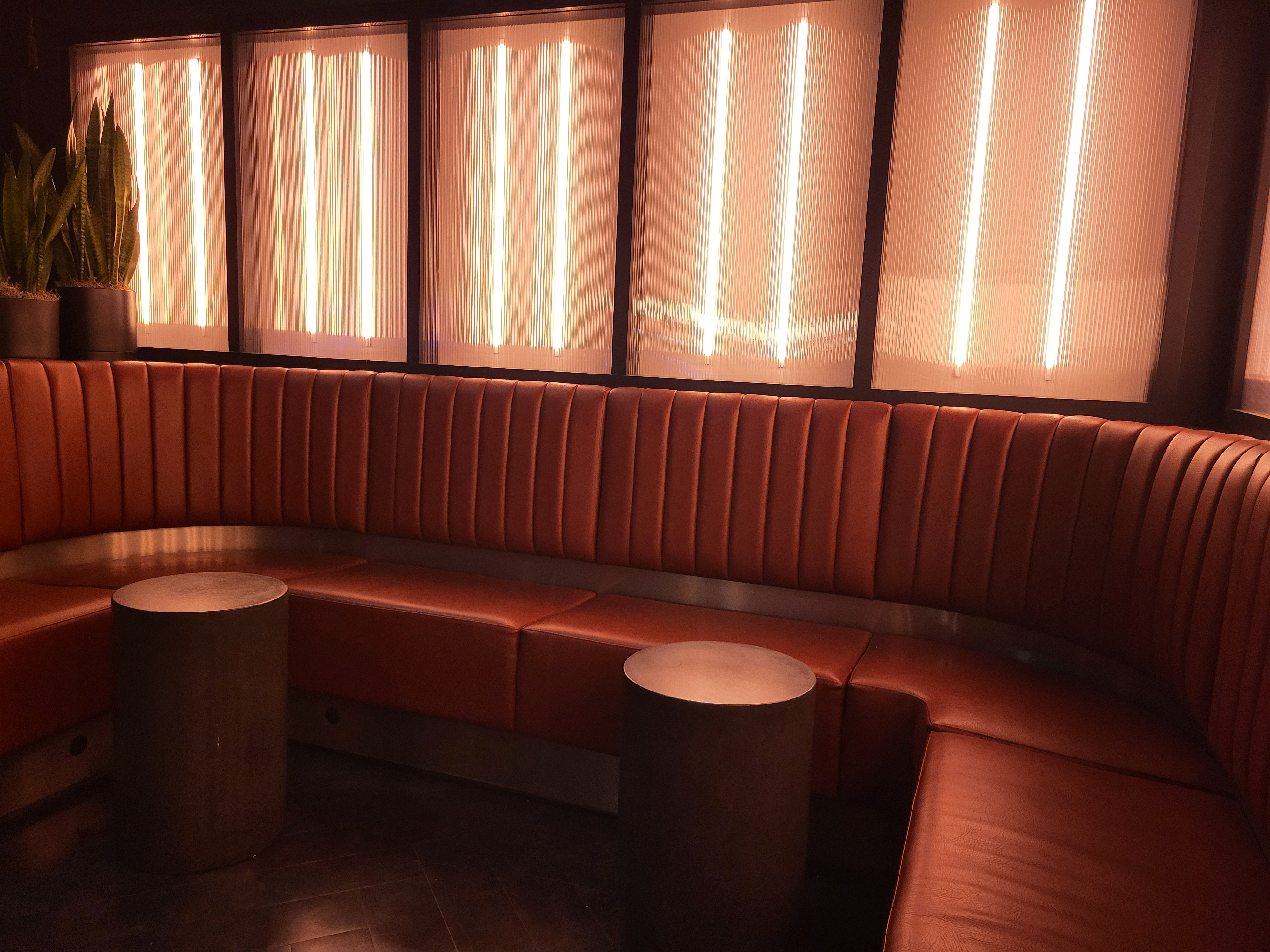
Une nouvelle salle d'attente, novembre 2024

Il est exploité comme un organisme à but non-lucratif et atteint une assise financière solide sous Smith, s'adressant aux cinéphiles avec un équilibre entre répertoire et films de genre.     
En avril 2013, à l'âge de 70 ans, Smith cède le contrôle du cinéma du Parc à Mario Fortin, qui est le directeur général du cinéma Beaubien. Après l'arrivée de Fortin, 250 000 $ sont dépensés pour remplacer les anciens projecteurs de films 35 mm par des projecteurs numériques.   
En 2017, le cinéma lance un appel de fonds via des obligations afin de récolter 100 000 $ pour moderniser les salles du cinéma. Le cinéma réussit à attirer plus d'émigrés de France qui vivent dans la ville, car il diffuse des films sous-titrés au lieu de films doublés[Quoi ?].
Le 12 septembre 2024, le cinéma rouvre officiellement, à la suite de rénovations financées par Denis Villeneuve. Roxanne Sayegh est actuellement la directrice générale du cinéma et des cinémas Beaubien et du Musée,.